# Norio Sasaki
Norio Sasaki (født 24. maj 1958) er en tidligere japansk fodboldspiller. Han var i perioden 2008–2016 træner for Japans kvindefodboldlandshold.